# Blatnik (priimek)
Blatnik  je na 76. mestu med najpogostejšimi priimki v Sloveniji.
Po podatkih Statističnega urada RS se je na dan 31. decembra 2007 s priimkom Blatnik podpisovalo 1506 (1971: 1409, 1997: 1533) slovenskih državljanov in državljank. Največ, tj. 519 ali 33,9 odstotka, jih je bilo v osrednjeslovenski statistični regiji, v jugovzhodni Sloveniji 423 ali 27,6 odstotka, v savinjski regiji 229 ali 15 odstotkov, v spodnjeposavski 134 ali 8,8 odstotka itd. Najpogostejša med imensko-priimkovnimi kombinacijami priimka je bila Marija Blatnik na 86. mestu, tako se je podpisovalo 71 slovenskih državljank. Omenjeni priimek najdemo tudi v dvojnih priimkih. Teh je bilo konec leta 1997 skupaj 38, in sicer 18 s priimkom Blatnik na prvem in 20 na drugem mestu.
Podatki v starih listinah kažejo, da je priimek obstajal že v 15. stoletju. Priimek Blatnik izhaja iz krajevnih ali zaselskih imen Blate, Blatno, Blato. Tvorjen je s priponskim obrazilom -ik iz svojilnopridevniškega *blatni (prebivalec) in je prvotno pomenil 'prebivalec Blat, Blatnega, Blata ali prišlek iz njih'.
Na nak način je iz omenjenih naselbinskih imen s priponskim obrazilom -jak tvorjen precej manj pogost sorodni priimek Blatnjak (2004: 20 oseb), ki je imel tudi enak prvotni pomen.
Po Atlasu Slovenije so na Slovenskem eno naselje Blatno, pet naselij Blato, naselje in dva zaselka Blate, ki so tudi ledinska imena ter naselja Blatna Brezovica, Blatna vas, Blatni Vrh, Blatnik pri Črmošnjicah, Blatnik pri Črnomlju, sedem zaselkov Blatnik, zaselek Blatniki. Krajevna in zaselska imena Blate, Blatno, Blato ter Blatna Brezovica, Blatni Vrh so nastala iz narečnega blato v pomenu 'močvirje, močvirnat, blaten teren'. Enako so nastala tudi priimku oblikovno enaka krajevna imena Blatnik, npr. Blatnik pri Črmošnjicah, Blatnik pri Črnomlju. Poleg priimka Blatnik se na mokre ali močvirnate predele navezujeta tudi priimka Mlakar in Močnik.

## Znani nosilci priimka
- Ana Blatnik (*1956), slovenska političarka v Avstriji
- Andrej Blatnik (*1963), pisatelj, prevajalec, komunikolog, knjigarski strokovnjak, predavatelj
- Andrej Blatnik, fotograf
- Anton Blatnik (1911—1998), kipar, restavrator
- Boštjan Blatnik, elektrotehnik, RTV?
- France Blatnik (1899—1977), salezijanec, teolog, publicist
- Gregor Blatnik (*1972), nogometaš
- Janja Blatnik, invalidka, pisateljica
- John Blatnik (1911—1991), ameriški politik slovenskega rodu
- Jurij Blatnik (1693—?), glasbenik, skladatelj
- Marija Blatnik Gubina (1941—2013?), biokemičarka
- Marija Blatnik Zelenik (*1934), biokemičarka
- Matej Blatnik (*1988), krasoslovec, hidrogeolog... (Cerkniško jezero...)
- Oki Blatnik (1980—2012), dr. strojništva, letalec, inovator
- Vinko Blatnik (*1931), publicist, novinar